# دانييل وولف (مؤرخ)
دانييل وولف (بالإنجليزية: Daniel Woolf)‏ هو مؤرخ بريطاني، ولد في 5 ديسمبر 1958 في لندن في المملكة المتحدة.